# O Seeker
O Seeker ist ein US-amerikanisch-indischer Dokumentarfilm unter der Regie von Gavati Wad aus dem Jahr 2024. Der Film feierte im Februar 2024 auf der Berlinale seine Weltpremiere in der Sektion Berlinale Forum Expanded.

## Handlung
Der Film spielt in Indien nach der Corona-Pandemie. Er zeigt in Gesprächen über Aberglauben, Spiritualität, Politik und Wissenschaft offene Fragen. Trauer, Verlust und absurde Ereignisse, ob real oder imaginiert, werden thematisiert.

## Produktion

### Filmstab
Regie bei diesem 16-mm-Dokumentarfilm führte die indische Regisseurin Gavati Wad, die in den USA lebt. In wichtigen Rollen sind Varun Sahni, Rajashree Sawant Wad und Sujata Mane zu sehen. 

### Dreharbeiten und Veröffentlichung
Der Film feierte im Februar 2024 auf der Berlinale seine Weltpremiere in der Sektion Berlinale Forum Expanded.

## Rezeption
Prathyush Parasuraman schrieb auf filmcompanion.in, das Besondere an der experimentelle Filmcollage sei ihr „Flimmern“: Sie gehe auf erfrischende Weise mit den Quellen um und überlasse Erklärungen dem Publikum. Schnelles Verstehen würde verhindert. Das Footage-Material sei roh und es werde nicht klar, ob die Gespräche real stattfinden oder nur in der Vorstellung.

## Auszeichnungen und Nominierungen
- 2024: Internationale Filmfestspiele Berlin